# Les Vieilles Rosses
Pour plus de détails, voir Fiche technique et Distribution.
Les Vieilles Rosses (en russe : Старые клячи, Starye klyachi) est une comédie russe d'Eldar Riazanov sorti en 2000. Le point de départ du sujet est une escroqueries immobilières, un phénomène nouveau en Russie dans la foulée de la chute de l'URSS.

## Fiche technique
- Titre : Les Vieilles Rosses
- Titre original : Старые клячи (Starye klyachi)
- Réalisation : Eldar Riazanov
- Scénario : Eldar Riazanov, Vladimir Moisseenko (ru)
- Photographie : Lomer Akhvlediani (ru)
- Musique : Andreï Petrov
- Société de distribution : Kinomost
- Genre : Comédie
- Durée : 127 minutes
- Année de sortie : 2000
- Pays : Russie
- Langue : russe

## Distribution
- Lioudmila Gourtchenko : Lisa
- Svetlana Krioutchkova : Macha
- Irina Kouptchenko : Anya
- Liya Akhedzhakova : Liouba
- Valentin Gaft : général Doubovitski
- Mikhail Yevdokimov (en) : Timfey Astrakhantsev, homme d'affaires
- Roman Kartsev : Iossif Lazovski
- Mamuka Kikaleishvili (en) : marchand de légumes
- Nikolaï Fomenko : Vassili Khomenko, homme d'affaires
- Medzhid Akhedzhakov (ru) : père de Liouba
- Andreï Boutine (uk) :
- Evgueni Voskresenski (ru) :
- Mikhaïl Derzhavine (ru) : secrétaire du comité du Parti communiste à l'éducation idéologique
- Igor Pismenny (ru) :
- Eldar Riazanov : juge
- Valentina Talyzina : femme de ménage
- Nina Ter-Ossipian (ru) : mère de
- Aleksandr Pachoutine (ru) : juriste

## Prix
- Festival du cinéma russe à Honfleur 2001 : Grand Prix de la Ville de Honfleur.

## Sources
- (ru) Cet article est partiellement ou en totalité issu de l’article de Wikipédia en russe intitulé « Старые клячи » (voir la liste des auteurs).